# Ramsjöarna
Ramsjöarna är namnet på två sjöar (Stora och lilla Ramsjön) i Partille kommun. Sjöarna ligger söder om sjön Älsjön och tätorten Olofstorp och norr om sjön Aspen. Över mynningen från stora Ramsjön till lilla går en hängbro. Invid Ramsjöarna ligger även våffelstugan Torpet freden.